# سربنة (ميانكوه)
سربنة (بالفارسية: سربنه) هي قرية تقع في إيران في Miankuh Rural District. يقدر عدد سكانها بـ 137 نسمة بحسب إحصاء 2016.